# Vtělená kognice
Vtělená kognice představuje v kognitivní vědě výzkum který klade důraz na důležitost formativní role prostředí při vývoji kognitivních procesů. Obecná teorie tvrdí, že kognitivní procesy se vyvíjí když se z interakcí, které jsou orientované na cíl a probíhají v reálném čase, mezi organismy a jejich prostředím, vynoří propojené systémy. Povaha těchto interakcí ovlivňuje tvorbu a blíže specifikuje charakter vývoje kognitivních kapacit.
Jelikož byla teorie vtělené kognice formulována v různých podoborech kognitivní vědy (to jsou: vývojová psychologie, umělá inteligence/robotika, lingvistika a filosofie mysli), tento výzkumný program je stále ve vývoji. Všechny koncepty však již sdílí jednu nezbytnou podmínku pro kognici, aby byla vtělená: hlavní pojetí vtělenosti je chápáno jako unikátní způsob sensomotorických kapacit organismu umožňujících mu se úspěšně interagovat s jeho environmentální nikou. Všechny různé formulace obecné teorie vtělené kognice navíc sdílí společný cíl vyvinout (kognitivní) vysvětlení, které zachycuje způsob, jakým na sebe mysl, tělo a svět vzájemně působí a vzájemně se ovlivňují směrem k adaptivnímu úspěchu organismu.

## Obecná charakteristika (psychologie, kognitivní věda)
Nejdůležitější předpokladem vtělené kognice je tvrzení, že sensomotorické schopnosti organismu, těla a prostředí hrají důležitou roli nejen v kognici, ale i ve způsobu jakým spolu tyto elementy interagují a tím umožňují vývoj jistých kognitivních schopností a určují jejich povahu.
Následující předpoklady dále rozvíjí tento hlavní výrok:
- akce orientované na cíl probíhající v reálném čase
- forma vtělení určuje typ kognice
- kognice je konstruktivní

### Akce orientované na cíl probíhající v reálném čase
Myšlenka pochází ze schopnosti jednat v prostředí: organismus se naučí ovládat své pohyby a vykonávat jisté akce. Vyvine si pochopení svých percepčních a motorických schopností, které slouží jako první důležitý krok k získání komplexnějších kognitivních procesů (jako např. jazyk).
Důležitou roli pro vtělenou kognici a především tento předpoklad hrál výzkum Esther Thelen, která se mimo jiné zabývala právě vývojem základních sensomotorických akcí. V roce 1994 si položila otázku: jak se může někdo naučit to, o čem neví, že se to může naučit? Tedy je třeba specifikovat úkoly a cíle učení? Potřebuje dítě znát co se má naučit, aby se to naučilo?
Ve svém výzkumu Thelen prokázala, že dítě dokáže objevit obojí: úkol i řešení skrze prozkoumávání. Spontánní pohyb vytváří jak úkoly tak příležitosti pro učení. Thelen provedla studii dětí učících se uchopení předmětů. Při této studii monitorovala vývoj čtyř dětí po dobu 3 měsíců od doby kdy neuměly nic uchopit až po fázi kdy to již zvládly. Při pozorování byly odhaleny různé vzorce chování. Některé děti na počátku zřídka hnuly svou paží a jen seděly a pozorovaly dění kolem sebe. Jiné děti byly více aktivní a neustále mávaly a třepotaly svými pažemi. Tyto děti, aby byly schopné cokoliv uchopit, se tedy nejprve musely naučit zklidnit své pohyby a nasměrovat paže ke svému cíli. První zmíněné děti, se naopak musely naučit zvýšit svou aktivitu, tedy v první řadě zvednout své ruce z jejich standardní pozice podél těla. Všechny děti se nakonec úkol naučily; řešení našly pomocí zkoumání pohybového prostoru.
Cílově orientované akce jsou pro teoretiky jedním z nejdůležitějších předpokladů. Tvrdí, že myšlenka a jazyk by neexistovaly bez těchto počátečních procesů – tyto nízkoúrovňové akce a pohyby jsou vnímány jako nezbytné pro vývoj vyšších kognitivních schopností.

### Forma vtělení určující typ kognice
Způsob, jakým jsme ztělesnění, určuje vzory akcí, které můžeme vykonávat, a tyto vzory pak formují naše kognitivní funkce (způsob, jakým vytváříme koncepty a kategorie). Mnoho teoretiků totiž tvrdí, že tvorba konceptů a kategorií je umožněna a omezena určitými sensomotorickými zkušenostmi organismu.
Příkladem různých forem vtělení a jejich určení kognice je srovnání dítěte a štěněte a jejich způsobu uchopení míče. Dítě nejpravděpodobněji použije své ruce, protože tím získá největší kontrolu na daným objektem. Štěně má však jiné predispozice a míček uchopí do tlamy.

### Kognice je konstruktivní
Koncepty a kategorie jsou aktivně tvořeny – nejsou jen výplodem pozorování prostředí zdánlivě nezávislém na pozorovateli. Forma vtělení nejen omezuje naší interakci s okolním světem, ale také určuje, jak se nám jeví. Hlavní myšlenka konstruktivní kognice tak říká, že určité vlastnosti prostředí jsou vykonstruované pozorovatelem v závislosti na relevantních faktech, včetně úkolu, který zamýšlí splnit (akce orientovaná na cíl). Z toho vyplývá, že prostor X může být vnímán různě jedním a tím samým organismem v závislosti na úkolu, který plní. Například jedinec zamýšlející posekat trávník vnímá dané prostředí jinak, než když na něm později bude hrát fotbal.
Teoretický předpoklad, že některé formy kognice jsou konstruktivní, je podporován stále větším množstvím teoretiků z různých vědních disciplín. Varela a spol. tvrdí, že párování mezi organismem a prostředím má za následek konstruktivní kognici.
Lakoff a Johnson (1999) tvrdí, že kognice je konstruktivní, jelikož zahrnuje projekční schémata, jejíchž kombinací se vytváří metaforická porozumění světa.

## Vtělená vs tradiční kognitivní věda (Filosofie)
Zvažme čtyři asociativní příklady úkazů které motivovaly vědu vtělené kognice.
1. Většinou gestikulujeme když s někým mluvíme. Gestikulace usnadňuje nejen komunikaci ale i zpracování jazyka.[4]
2. Zření většinou řídí akci, a tělesné pohyby a zpětná vazba jež generuje jsou mnohem úžeji spjaty s vizuálním zpracováním než se předpokládalo v tradičních modelech vidění.[5]
3. Neurony (zrcadlové neurony) pálí nejen když vykonáváme nějakou akci, ale i když pozorujeme druhé jak vykonávají tu stejnou akci. [6]
4. Většinou jsme schopni provádět kognitivní úkony jako pamatování mnohem efektivněji, využijeme-li k tomu naše tělo, nebo dokonce části prostředí které nás obklopuje, abychom ulevili naši interní paměti a zjednodušili způsob kognitivního zpracování.[7]

Ačkoliv úkazy jako 1. – 4. motivují vědu vtělené kognice, odvolání na ně při tvorbě podstatnějších závěrů – jako například, že tradiční kognitivní věda má mnoho nedostatků, nebo že dominantní postoje ve filosofii mysli (př. funkcionalismus) jsou chybné – vyžadují více filosofických argumentů. Jelikož potřebná argumentace se typicky odvolává na jiné koncepty zaměřené na empiricky-informovanou filosofii mysli a kognitivní vědy samotné (př. modularita a nativismus), debata o vtělené kognici se stala žhavým tématem kognitivní vědy současnosti.
Tradiční kognitivní věda zajisté koncipovala centrální kognitivní zpracování, to co nazveme kognicí v užším slova smyslu, při abstrahování od tělesných mechanismů zpracování vjemů a motorické kontroly. Výzkumy v oblasti umělé inteligence znázornily tento pohled kognice (v užším slova smyslu) na empirických příkladech a byly jedním z hlavních cílů zkoumání vtělené kognice. Výzkum vtělené kognice se hlavně zaměřuje na porozumění veškerých percepčních, kognitivních a motorických kapacit, kterými disponujeme, kognice v širším slova smyslu, jako kapacity závislé na vlastnostech fyzického těla.
Vtělená kognice má jisté vztahy k situované kognici. Jako paradigma situované kognice může být věda vtělené kognice rozlišována z obou pohledů (studií): vestavěné kognice a teorie rozšířené kognice.
Vtělená kognice se odvolává na myšlenku, že kognice vysoce závisí na aspektech těla organismu nepočítajíce mozek. Bez vlivu těla (vnímání a konání) by myšlenky neměly smysl a mentální záležitosti by nevyjadřovaly ty samé charakteristiky, které nyní vyjadřují. Myšlenka ve vestavěné kognici naopak zastává pohled, že kognice vysoce závisí na přírodním a sociálním prostředí. Soustředěním se na strategie, organismy používají úlevu kognitivních procesů na prostředí – to klade důraz obzvláště na způsoby jakými je kognitivní aktivita rozdělována napříč organismu a jeho fyzického, sociálního a kulturního prostředí. Teze o rozšířené kognici říká, že kognitivní systémy se samy rozšiřují za hranice individuálního organismu. V tomto pohledu, vlastnosti fyzického, sociálního a kulturního prostředí organismu zvládnou více než je rozdělení kognitivních procesů: mohou také částečně ustanovit organismus (agenta) kognitivním systémem.
Věda vtělené kognice může být snadno rozlišována od výše zmíněných forem situované kognice, a mnohdy je to velmi důležité, pro širší filozofická témata je mnohdy dobré zvažovat tyto pohledy dohromady.

## Kognitivní věda a lingvistika
George Lakoff a jeho spolupracovníci získali řadu důkazů, že lidé užívají jejich porozumění známých objektů, akcí a situací k porozumění jiných, složitějších domén (př. matematika). Lakoff tvrdí, že veškerá kognice je založena na znalosti pocházející z těla a že ostatní domény jsou mapovány na naši vtělenou znalost za použití kombinace konceptuálních metafor, obrazového schématu a prototypů.

### Konceptuální metafora
Lakoff a Johnson poukázali, že lidé všudypřítomně používají metafory, které operují na konceptuální úrovni (mapují konceptuální doménu na jinou doménu), zahrnují nespočetné množství výrazů, a že stejné metafory jsou užívány konvenčně napříč kulturou.
Dobrým příkladem takovýchto metafor je způsob, jakým Apačové (Indiáni) v Severní Americe pojmenovávají části automobilů. Například automobilová kola (s pneumatikami) jsou v překladu „vroubkované nohy“, nebo automobilová světla jsou „oči“. Jako konceptuální metaforu k autu tak indiáni používají lidské tělo. Tyto Apačské názvy pro části automobilu odhalují hluboce usazenou kognitivní nezbytnost porozumět světu vzhledem k našim tělům. Rozpoznáním jak automobilové části metaforicky souvisí s lidským tělem a jeho částmi (a funkcemi) Apačové vytvořili něco nového, za užití vlastních imaginativních procesů. V podstatě Apačové přehodnotili své vlastní zkušenosti sledováním něčeho co ještě nikdy neviděli. Toto přehodnocení však není jednoduchým mapováním, nýbrž komplexní systém metaforických souvislostí, které jsou založeny na běžných zkušenostech s jejich fyzickými dispozicemi (těly).

### Obrazové schéma
Obrazové schéma je opakující se struktura v našich kognitivních procesech, která tvoří vzory porozumění a uvažování. Obrazová schémata jsou tvořena z našich tělesných interakcí, z lingvistické zkušenosti a z historického kontextu.
V moderní kognitivní lingvistice je obrazové schéma považováno za vtělenou prelingvistickou strukturu zkušeností, které motivují mapování konceptuálních metafor. Důkazy obrazových schémat jsou brány z mnoha souvislých disciplín, což zahrnuje například mezi-způsobovou kognici v psychologii, prostorovou kognici (v lingvistice a psychologii), kognitivní lingvistiku a neurovědy.

### Prototypy
Prototyp je typickým členem dané kategorie (př. červenka je prototypem ptáka, tučňák nikoliv). Role prototypů v kognici člověka byla zpočátku identifikována a studována Eleanor Rosch v 70. letech. Rosch ukázala, že prototypové objekty jsou snadněji kategorizovány než objekty které nejsou prototypy, a že lidé odpovídali na otázky o dané kategorii uvažováním o jejím prototypu. Rosch dále identifikovala základní kategorii: kategorii mající prototyp, který si lze jednoduše představit (př. židle) a která je spojována s typickými fyzickými úkony (př. sezení). Tato základní kategorie se užívá dále k uvažování o komplexnějších kategoriích.
Teorie prototypů slouží k vysvětlení výkonu člověka z hlediska mnoha různých kognitivních úkonů a používá se v mnoha různých doménách. George Lakoff z této teorie čerpá a tvrdí, že kategorie které lidé používají jsou založeny na jejich zkušenostech s vlastněním těla a že nemají nic společného s logickými třídami či typy. Lakoff tím zpochybňuje tradiční objektivistické úvahy o pravdě.

## Umělá inteligence (AI)
Zkušenost z výzkumu umělé inteligence by mohla být dalším důkazem podporujícím teorii vtělené kognice. V raném vývoji AI, úspěchy spojené s programováním vysokoúrovňových rozhodovacích problémů (př. šachy) vedly k optimistickým názorům že problémy AI mohou být relativně rychle vyřešeny. Tyto programy simulovaly inteligenci za použití logiky a vysokoúrovňových abstraktních symbolů. Tento „nevtělený“ přístup však narazil v 70. a 80. letech na potíže kdy vědci zjistili, že abstraktní, nevtělené rozhodování bylo vysoce neefektivní a nemohlo se tak dosáhnout kompetencí na úrovni člověka při plnění jednoduchých úloh. Financující agentury tak stáhly svou podporu, jelikož AI nedokázalo dostát svých závazků. To vyústilo v takzvanou „zimu umělé inteligence“. Vědci AI sami začali pochybovat o tomto způsobu nevtěleného rozhodování.
Rodney Brooks přišel v polovině 80. let s tvrzením, že tento přístup pomocí symbolů a logiky pominul důležitost sensomotorických schopností vůči inteligenci a sám tyto principy použil v robotice (přístup zvaný Nouvelle AI = nová umělá inteligence). Dále vznikl nový směr Neuronové sítě – programy založené na skutečných strukturách v lidských tělech, které daly vzniknout inteligenci a učení. V 90. letech, statistická AI dosáhla mnoha úspěchů v průmyslu bez použití jakéhokoliv symbolického rozhodování. Místo toho použila pravděpodobnostní techniky pro vytvoření odhadu a jejich inkrementálního zpřesnění. Tento proces se podobá způsobu jakým lidé vytvářejí rychlá intuitivní rozhodnutí bez toho aby přestali myslet symbolicky.

## Kritika
Výzkum vtělení kondice je široké téma, které zahrnuje mnoho konceptů. Metody jakými lze vtělenou kognici studovat se liší v závislosti na experimentu (podle operační definice použité vědci). Existuje mnoho důkazů pro vtělenou kognici, ačkoliv interpretace výsledků a jejich význam mohou být zpochybňovány.

### Děti jako model pro vtělenou kognici
Někteří lidé kritizují předpoklad, že děti v pre-verbálním stádiu jsou vhodným médiem pro studium vtělené kognice, obzvláště pak vtělené sociální kognice. Je nemožné vědět, kdy je takové dítě „čistým modelem“ pro vtělenou kognici, jelikož tyto děti prochází při vývoji rapidními změnami v sociálním chování. Devíti měsíční dítě již dosáhlo jiného stádia vývoje než dvou měsíční. Měření sledování a uchopení nemusí nezbytně představovat úkazy vtělené kognice, neboť děti si nejprve vytváří tzv. objektovou permanenci pro objekty, které vidí, před tím než, si vytvoří objektovou permanenci pro objekty, kterých se mohou dotknout. Skutečná vtělená kognice naznačuje, že děti by nejprve potřebovaly fyzicky angažovat objekt před tím, než by si vytvořily objektovou permanenci.
Odpovědí na tuto kritiku je tvrzení, že děti jsou ideálním modelem pro vtělenou kognici. Děti jsou nejlepším modelem protože užívají symbolů méně než dospělí. Čas pozorování u dětí by tak mohl být lepším měřítkem vtělené kognice než uchopování, protože tyto děti si ještě nevyvinuly jisté delikátní motorické dovednosti. Děti si mohou nejprve vyvinout pasivní mód vtělené kognice a pak si teprve rozvinout aktivní mód zahrnující tyto delikátní motorické pohyby.

### Nadsazené závěry?
Někteří lidé kritizují závěry vyvozené vědci vtělené kognice. Nejčastějším příkladem je pokus „tužka v zubech“. Účastníci tohoto experimentu drží v zubech tužku, čímž zaměstnávají svaly, které používáme při úsměvu. Tito lidé rozpoznávají příjemné věty mnohem rychleji než ty nepříjemné. Naopak držení tužky mezi nosem a ústy zaměstnává svaly, které používáme při mračení – efekt na rozpoznávání vět je opačný. Vědci věří, že toto representuje vtělenou kognici. Kritici však tvrdí, že výsledný efekt tohoto experimentu byl znepřesněn užitím určitých (usnadňujících) obličejových svalů. V mnoha případech, usnadňující pohyby těla mohou být špatně interpretovány jako vtělená kognice.